# Шинде
Шинде (маратхи शिंदे /ʃinde/), Сциндия, Скиндия, Синдия или Синдхия — маратхский владетельный клан, из которого вышли многие известные полководцы и раджи.

## История
Основателем клана считается Раноджи Шинде, сын Джанкоджирао Шинде, патил (помещик) из деревни Канхеркхед в современном округе Сатара штата Махараштра. Во времена правления пешвы Баджи-рао I Раноджи командовал маратхским завоеванием Мальвы в 1726 году, и в 1731 году сделал своей столицей Удджайн. Его преемниками были Джаяджирао, Джиотибарао, Даттаджирао, Махаджи Шинде и Даулатрао Шинде.
В 1760 году род Шинде унаследовал княжество Гвалиор, которое во второй половине XVIII века постепенно стало сильнейшей региональной державой.
По итогам третьей англо-маратхской войны Даулат Шинде был вынужден в 1818 году передать внешние сношения государства в руки Британской Ост-Индской компании, а также уступить ей Аджмер. Так Гвалиор стал одним из туземных княжеств Британской Индии. После смерти Даулатрао, его страной правила вдова — махарани Байза Бай. Ей наследовал приёмный сын Джанкоджирао, тёзка далёкого предка всех Шинде. Он скончался в 1843 году — и ему также наследовала вдова, её звали Тарабай Раджи. Коей, опять же, наследовал приёмный сын. Звали его Джаяджирао, как и сына Раноджи Шинде.
После образования в 1947 году независимой Индии Гвалиор вошёл в её состав, и был объединён с рядом других княжеств в штат Мадхья-Бхарат. Последний магараджа Гвалиора Дживаджирао Шинде стал раджпрамукхом (назначенным губернатором) Мадхья-Бхарата, и занимал эту должность до 1956 года, когда Мадхья-Бхарат, Виндхья-Прадеш и Бхопал были объединены в штат Мадхья-Прадеш. Потомки Дживаджирао до сих пор играют активную роль в политической жизни Индии.